# Peltigera aphthosa
Peltigera aphthosa, auch als Apfelflechte bezeichnet,  ist eine blattförmige Flechte.

## Beschreibung
Die Lappen des Lagers werden zwischen zwei und vier Zentimeter groß und sind feucht von rein grüner Farbe, trocken braungrün bis graugrün. Die Algenschicht besteht aus Grünalgen. Auffällig sind dunkle Nester aus Cyanobakterien, sogenannte Cephalodien, die Cyanobakterien der Gattung Nostoc enthalten. Die Lagerunterseite ist schwammig-filzig und besitzt keine oder nur undeutliche Adern die, im Gegensatz zu Peltigera leucophlebia, zur Mitte des Lagers abrupt dunkel werden. Der Lagerrand ist hell, sonst einheitlich braunschwarz.

## Standort
Die Flechte wächst im Hochgebirge (subalpinen bis alpine Lagen) und in der Tundra auf Moosen, Rohhumus oder feuchtem humosem Boden in Zwergstrauchheiden und lichten Wäldern zwischen Blöcken an luftfeuchten Standorten.